# Hrabstwo Sevier (Utah)

Piramida wieku hrabstwa

Hrabstwo Sevier (ang. Sevier County) – hrabstwo w stanie Utah w Stanach Zjednoczonych. Siedzibą hrabstwa jest Richfield a zarazem jego największym miastem.

## Miasta
- Annabella
- Aurora
- Central Valley
- Elsinore
- Glenwood
- Joseph
- Koosharem
- Monroe
- Redmond
- Richfield
- Salina
- Sigurd